# Varenská oblast
Varenská oblast (bulharsky Област Варна) je jedna z oblastí Bulharska. Leží na východě země a jejím správním střediskem je Varna.

## Charakter oblasti
Varenská oblast leží na severovýchodě země, u pobřeží Černého moře. Její území je mírně zvlněné, přesto zde existují úrodná údolí několika řek, samy hory nepřekračují výšku vyšší nežli 600 m n. m. Největšími řekami, které tudy protékají, jsou Kamčija a Provadijska reka. Z 500 000 obyvatel jich okolo 70 % žije přímo v hlavním městě, třetím největším v zemi po Sofii a Plovdivu. Do Varny vede i krátký úsek dálnice, koncentrují se tu také železniční trati vedoucí ze západních částí země. Oblast je známá hlavně díky přímořským letoviskům (Zlaté písky, Varna), které byly populární v 80. letech a poslední dobou sem opět jezdí turisté z České republiky.

## Obštiny
Oblast se administrativně dělí na 12 obštin.

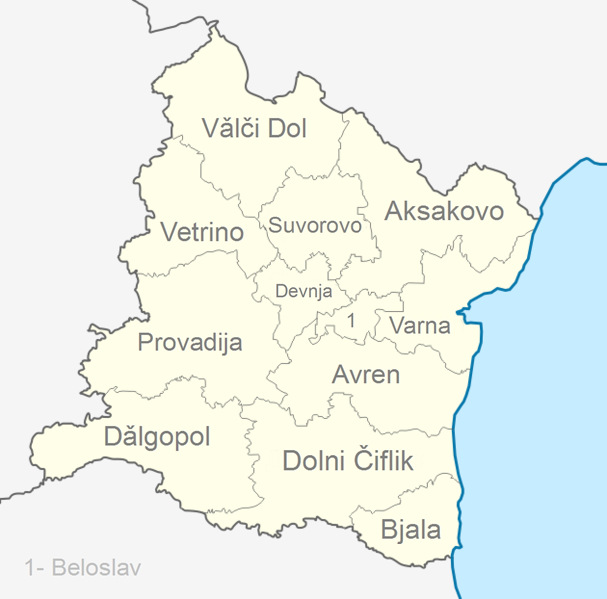
Varenská oblast

| Obština - Aksakovo - Avren - Beloslav - Bjala - Dălgopol - Devňa - Dolni Čiflik - Provadija - Suvorovo - Varna - Vălči Dol - Vetrino | Sídlo - Aksakovo - Avren - Beloslav - Bjala - Dălgopol - Devňa - Dolni Čiflik - Provadija - Suvorovo - Varna - Vălči Dol - Vetrino |

## Města
Správním střediskem oblasti je Varna, kromě sídelních měst jednotlivých obštin, přičemž Avren a Vetrino městem nejsou, se zde nachází město Ignatievo.

## Obyvatelstvo
K 15. prosinci 2024 v oblasti žilo 496 244 obyvatel a bylo zde trvale hlášeno 513 867 obyvatel. Podle sčítání 7. září 2021 bylo národnostní složení následující:
- Bulhaři: 352 886 (88.9 %)
- Turci: 25 678 (6.5 %)
- Romové: 9 634 (2.4 %)
- ostatní[p 2]: 8 856 (2.2 %)